# Cisterna Interpeduncular
A cisterna interpeduncular (ou cisterna basal ) é a cisterna subaracnóidea situada entre o dorso da sela (anteriormente)  e os dois pedúnculos cerebrais do mesencéfalo.Seu teto é representado pelo assoalho do terceiro ventrículo (e pelos dois corpos mamilares).Seu assoalho é formado pela membrana aracnóide que se estende entre os lobos temporais de cada lado.  Anteriormente, estende-se até o quiasma óptico.
A cisterna comunica-se superiormente com a cisterna quiasmática, e inferiormente com a cisterna pontina. A cisterna quiasmática,a cisterna da lâmina terminal e a cisterna supracalosa são extensões da cisterna interpeduncular.

## Anatomia
A cisterna contém alguns pontos de relevância anatomica, como:
- a porção posterior do círculo de Willis:[6]
  - Artéria basilar[7] (incluindo sua bifurcação),[7][8]
  - Artérias cerebrais posteriores,[8][6]
  - Artérias comunicantes posteriores,[6]
- Artérias perfurantes posteriores do tálamo,[7]
- Artéria cerebelar superior,[8]
- Veia basal,[8]
- Veia ponto-mesencefálica anterior,[7]
- Nervo oculomotor (NC III),[7][8][6]
- Nervo troclear (NC IV).[6]